# Batallón Bergmann
El Grupo Especial Bergmann o Batallón Bergmann (en alemán: Sonderverband Bergmann) fue una unidad militar de la Abwehr durante la Segunda Guerra Mundial, compuesta por cinco compañías de voluntarios caucásicos con oficiales alemanes.

## Historia

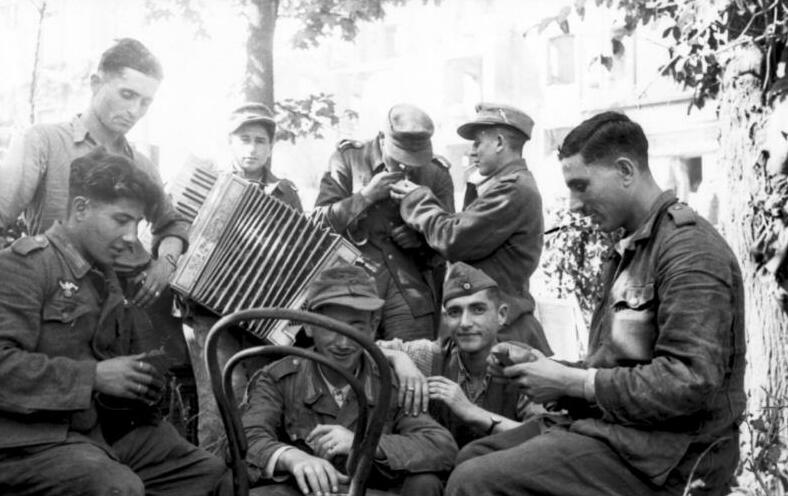
Soldados del Batallón Bergmann en Varsovia en 1944.

El Batallón Bergmann estaba formado por los emigrados y prisioneros de guerra soviéticos de las repúblicas caucásicas en Neuhammer en octubre de 1941. Subordinado a la División Brandeburgo (Bau-Lehr-Bataillons z.b.V. 800) y puesto bajo el mando del Oberleutnant Theodor Oberländer, la unidad recibió entrenamiento en Neuhammer y Mittenwald. Más tarde se incorporó al Bergmann un contingente especial georgiano de 130 hombres de la Abwehr con el nombre en código "Tamara-II". En marzo de 1942, había cinco compañías de unos 300 alemanes y 900 caucásicos:
- Personal de cuadros georgianos y alemanes
- Caucásicos del Norte
- Azerbaiyanos
- Georgianos y armenios
- Compañía de personal, compuesta por 130 emigrados georgianos

En agosto de 1942, el Batallón Bergmann fue enviado al Frente Oriental, donde vio entabló combate en la batalla del Cáucaso en agosto de 1942. La unidad participó en acciones antipartisanas en el área de Mozdok-Nalchik-Mineralnye Vody y realizó tareas de reconocimiento y subversión en el área de Grozni. A fines de 1942, el Batallón Bergmann realizó una incursión exitosa a través de las líneas soviéticas, trayendo consigo a unos 300 desertores del Ejército Rojo, y cubrió la retirada alemana del Cáucaso. El Batallón Bergmann tuvo una serie de enfrentamientos con los partisanos soviéticos y las fuerzas regulares en Crimea en febrero de 1943. Después de la formación de batallones separados, varios de ellos fueron enviados a Grecia. El II./Bergmann azerí cubrió la retirada de Rusia y fue enviado a Varsovia después del inicio del alzamiento de 1944 para luchar con la SS-Sturmbrigade Dirlewanger. Allí y en enfrentamientos posteriores con el Ejército Rojo, sufrió numerosas bajas, y los soldados supervivientes del II./Bergmann, junto con azeríes de otra unidad de la Wehrmacht (I./111), formaron el III. Batallón del nuevo Grenadier-Regiment 1607 (27 de marzo de 1945). Vieron el final de la guerra en la costa oeste de Dinamarca.

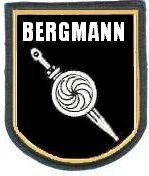
Insignia del batallón.

El Batallón Bergmann usaba como insignia una daga caucásica tradicional (kinzhal) con hoja curva, usada en el lado izquierdo de la gorra. Estaba fabricada en metal, con una franja amarilla y tenía 7 cm de largo.